# Pogonognathellus longicornis
Pogonognathellus longicornis är en urinsektsart som först beskrevs av Müller 1776.  Pogonognathellus longicornis ingår i släktet Pogonognathellus, och familjen långhornshoppstjärtar. Arten är reproducerande i Sverige.